# Список кладбищ Баку
Кла́дбища Баку — специально отведённые в Баку места для захоронений. В список входят как расположенные в Баку и пределах Бакинской агломерации кладбища, так и кладбища, некогда располагавшиеся в городе и его предместьях.
По состоянию на IV квартал 2017 года при Тресте гражданских услуг населению Баку существуют 32 кладбища, самым крупным по площади и самым старинным из которых является Ясамальское. Некоторые же кладбища подчиняются различным муниципалитетам.

## Список
Уничтоженные кладбища выделены курсивом.

### Бинагадинский район
| Изображения | Название         | Дата основания | Тип      | Расположение   | Примерная площадь, м² |
| ----------- | ---------------- | -------------- | -------- | -------------- | --------------------- |
|             | 7-го микрорайона |                | Открытое | 7-й микрорайон | 21 000                |
|             | I Биладжарское   |                | Открытое | пос. Баладжары | 84 700                |
|             | II Биладжарское  |                | Открытое | пос. Баладжары | 71 000                |
|             | III Биладжарское |                | Открытое | пос. Баладжары | 31 500                |
|             | Бинагадинское    |                | Открытое | пос. Бинагади  | 158 000               |

### Наримановский район
| Изображения | Название      | Дата основания | Тип      | Расположение        | Примерная площадь, м² |
| ----------- | ------------- | -------------- | -------- | ------------------- | --------------------- |
|             | Наримановское | 1904           | Закрытое | Наримановский район |                       |

### Низаминский район
| Изображения | Название       | Дата основания | Тип      | Расположение      | Примерная площадь, м² |
| ----------- | -------------- | -------------- | -------- | ----------------- | --------------------- |
|             | 8-го километра |                | Открытое | пос. 8-й километр | 136 000               |
|             | Кешлинское     |                | Открытое | пос. Кешля        | 71 050                |

### Пираллахинскский район
| Изображения | Название                  | Дата основания | Тип      | Расположение   | Примерная площадь, м² |
| ----------- | ------------------------- | -------------- | -------- | -------------- | --------------------- |
|             | Пираллахинское            |                | Открытое | пос. Пираллахи | 54 700                |
|             | Кладбище на острове Чилов |                | Открытое | пос. Чилов     | 6500                  |

### Сабаильский район
| Изображения | Название                    | Дата основания | Тип                               | Расположение                                | Примерная площадь, м² |
| ----------- | --------------------------- | -------------- | --------------------------------- | ------------------------------------------- | --------------------- |
|             | Аллея почётного захоронения | 1948           | Ограниченное открытое             | Сабаилский район                            | 50 000                |
|             | Аллея шахидов               | 1990           | Закрытое                          | на вершине Бакинского холма                 | 23 000                |
|             | Биби-Эйбатское              | бронзовый век  | Открытое. Охраняется государством | пос. Биби-Эйбат                             | 80 500                |
|             | Древнее мусульманское       | средние века   | Открытое                          | на северо-западе Бакинской крепости         |                       |
|             | Нагорное                    | 1883           | Открытое                          | на вершине Бакинского холма                 | 160 000               |
|             | Чемберекендское             |                | Открытое                          | на северо-восточном склоне Бакинского холма | 106 000               |

### Сабунчинский район
| Изображения | Название      | Дата основания | Тип                               | Расположение   | Примерная площадь, м² |
| ----------- | ------------- | -------------- | --------------------------------- | -------------- | --------------------- |
|             | Балаханское   |                | Открытое                          | пос. Балаханы  | 63 000                |
|             | Бакихановское |                | Открытое                          | пос. Бакиханов | 73 000                |
|             | Бильгяхское   | средние века   | Открытое. Охраняется государством | пос. Бильгях   | 38 500                |
|             | I Забратское  |                | Открытое                          | пос. Забрат    | 210 000               |
|             | II Забратское |                | Открытое                          | пос. Забрат    | 86 000                |
|             | Кюрдаханское  |                | Открытое                          | пос. Кюрдаханы | 20 000                |
|             | Маштагинское  | средние века   | Открытое. Охраняется государством | пос. Маштага   | 22 000                |
|             | Нардаранское  | средние века   | Открытое. Охраняется государством | пос. Нардаран  | 45 000                |
|             | Пиршагинское  |                | Открытое                          | пос. Пиршаги   | 17 800                |
|             | Раманинское   | средние века   | Открытое. Охраняется государством | пос. Рамана    | 42 000                |
|             | Сабунчинское  |                | Открытое                          | пос. Сабунчи   | 202 000               |

### Сураханский район
| Изображения | Название               | Дата основания | Тип                               | Расположение      | Примерная площадь, м² |
| ----------- | ---------------------- | -------------- | --------------------------------- | ----------------- | --------------------- |
|             | Амираджанское          |                | Открытое                          | пос. Амираджаны   | 57 000                |
|             | Говсанское             | средние века   | Открытое. Охраняется государством | пос. Говсан       | 38 600                |
|             | Кладбище «Деде Горгуд» |                | Открытое                          | пос. Деде Горгуд  | 167 000               |
|             | Зыхское                |                | Открытое                          | пос. Зых          | 72 500                |
|             | Йени Гюнешлинское      |                | Открытое                          | пос. Йени Гюнешли | 52 500                |
|             | Карачухурское          |                | Открытое                          | пос. Карачухур    | 112 600               |
|             | Сураханское            |                | Открытое                          | пос. Сураханы     | 62 400                |
|             | Татарское              |                | Открытое                          | пос. Сураханы     | 101 000               |

### Хазарский район
| Изображения | Название             | Дата основания | Тип                               | Расположение                                         | Примерная площадь, м² |
| ----------- | -------------------- | -------------- | --------------------------------- | ---------------------------------------------------- | --------------------- |
|             | Древнее Бузовнинское | средние века   | Закрытое. Охраняется государством | пос. Бузовны                                         | 900                   |
|             | Бузовнинское         |                | Открытое                          | пос. Бузовны                                         | 32 500                |
|             | Гюргянское           | XVI—XVII вв.   | Открытое. Охраняется государством | пос. Гюргян, близ Дамбы, к югу от Апшеронского маяка | 16 500                |
|             | I Зиринское          | XVI—XVII вв.   | Открытое. Охраняется государством | пос. Зиря                                            | 28 000                |
|             | II Зиринское         | XVI—XVII вв.   | Охраняется государством           | пос. Зиря                                            | 15 000                |
|             | Калинское            |                | Открытое                          | пос. Кала                                            | 165 000               |
|             | Мардакянское         | средние века   | Открытое. Охраняется государством | пос. Мардакян                                        | 36 000                |
|             | Тюрканское           | бронзовый век  | Открытое. Охраняется государством | пос. Тюркан                                          | 5500                  |
|             | Шаганское            |                | Открытое                          | пос. Шаган                                           | 74 700                |
|             | Шувелянское          |                | Открытое                          | пос. Шувелян                                         | 184 000               |

### Хатаинский район
| Изображения | Название     | Дата основания | Тип      | Расположение | Примерная площадь, м² |
| ----------- | ------------ | -------------- | -------- | ------------ | --------------------- |
|             | Ахмедлинское |                | Открытое | пос. Ахмедли | 34 500                |
|             | Гюнешлинское |                | Открытое | пос. Гюнешли | 40 000                |

### Ясамальский район
| Изображения | Название                        | Дата основания | Тип                   | Расположение      | Примерная площадь, м² |
| ----------- | ------------------------------- | -------------- | --------------------- | ----------------- | --------------------- |
|             | II Аллея почётного захоронения  |                | Ограниченное открытое | Ясамальский район | 18 000                |
|             | II Аллея шахидов                |                | Ограниченное открытое | Ясамальский район | 5000                  |
|             | Кладбище немецких военнопленных | 1946           | Закрытое              | Ясамальский район | 540                   |
|             | Ясамальское                     | 1940           | Открытое              | Ясамальский район | 550 000               |